# Mangelia plicosa
Mangelia plicosa är en snäckart. Mangelia plicosa ingår i släktet Mangelia och familjen kägelsnäckor. Inga underarter finns listade i Catalogue of Life.